# Luca Scorziello
Luca Scorziello (né le 21 novembre 1974 en Calabre) est un percussionniste de jazz, arrangeur rythmique et compositeur italien.

## Biographie
Luca Scorziello étudie les percussions à l'Ecole de percussions  « Timba » de Rome et se perfectionne dans les techniques afro-cubaines a Cuba en 1999 avec José Louis Quintana. En 2001 il passe un an à Rio de Janeiro pour étudier avec Marcelo Costa (Caetano Veloso).
Il effectue en 2002  une tournée à  Taiwan avec les  sopranos Cecilia Gasdia et Barbara Buonaiuto,  solistes de l'Orchestre Italien de Renzo Arbore, suivi par le Watussi tour avec Edoardo Vianello.

### Collaborations
Luca Scorziello a joué aux côtés d’artistes aux styles divers  tels que Tamburi Do Brasil, Rossana Casale, Dirotta su Cuba, Travatura, Eugenio Bennato, Quarta Aumentata, Edoardo Vianello, Cecilia Gasdia, Samingad, Amedeo Minghi, Solomon Burke, Toot’s Thileman, Gianni Morandi, Randy Crawford, Lionel Ritchie, Josh Groban, The Corrs, Dionne Warwick, Noa, Rumba De Mar, Sergio Cammariere, Lauryn Hill, Pino Daniele, Claudio Baglioni, Loretta Goggi et Alex Britti.
Il poursuit parallèlement une activité d'enseignant à l'Ecole de musique CIAC de Rome avec laquelle il effectue séminaires et Clinic tours dans toute l'Italie.

## Discographie (non exhaustive)
- avec le trio Os Morcegos,“Rimini Samba”
- avec le groupe italien Invece “Chisti simu”
- avec le saxophoniste Eric Daniel “Old sax, nu soul”
- avec Eva Lopez "Je t'aime"
- avec le groupe Phaleg "Psyché"
- avec Alex Britti " MTV Unplugged"